# One Piece - I misteri dell'isola meccanica
One Piece - I misteri dell'isola meccanica (ONE PIECE THE MOVIE カラクリ城のメカ巨兵?, Wan Pīsu Za Mūbī: Karakuri-jō no meka kyohei) è un film del 2006 diretto da Kōnosuke Uda. Settimo film anime basato sulla serie manga shōnen One Piece di Eiichirō Oda, uscì in Giappone il 4 marzo 2006.

## Trama
Dopo averla salvata da un baule nel quale si era nascosta, una vecchina chiede ai membri della ciurma di Cappello di Paglia di riportarla alla sua isola, l'isola Meccanica, dicendo loro che sull'isola potranno trovare la famosa "corona d'oro". La donna in realtà è la madre di Ratchet, un geniale inventore signore dell'isola, che dopo averla salvata fa attaccare dai suoi sottoposti i membri della ciurma, impedendo loro di giungere sull'isola.
Questi capiscono però che la chiave per trovare la corona d'oro è una canzone che hanno sentito arrivando e riescono a decifrarla in parte, così Ratchet offre loro di collaborare per trovare il tesoro. Entrano così in una grotta e, dopo aver risolto parecchi enigmi, scoprono che in realtà l'isola è una gigantesca tartaruga. Ratchet spiega allora che in realtà sapeva cosa sarebbe successo e che il suo scopo è quello di diventare il padrone del mondo grazie all'immensa tartaruga, che inizia a controllare grazie a dei cavi che partono dal suo castello.
La tartaruga spiega a Chopper che si sveglia ogni mille anni per deporre le uova ma, essendo controllata, non riesce a compiere tale gesto. Rufy allora sconfigge Ratchet che usa contro di lui dei robot e quindi distrugge il castello, liberando la tartaruga. Infine i protagonisti scoprono che il tesoro consisteva nel guscio delle uova della tartaruga, costituito da oro.

## Personaggi esclusivi del film
- Professor Ratchet (ドクター・ラチェット?, Dokutā Rachetto), l'antagonista principale del film, è un brillante scienziato che vive sull'isola Meccanica, di cui è anche il padrone; è intelligente e anche arrogante, tanto da sostenere che con la sua spiccata intelligenza possa governare il mondo. All'inizio è ostile nei confronti della ciurma di Cappello di Paglia, poiché crede che abbiano catturato sua madre, ma poi chiarisce l'equivoco e gli racconta della leggenda del tesoro dell'isola. In realtà vuole cercare il tesoro per sé stesso, sfruttando le abilità della ciurma, in quanto riescono pian piano a scoprire dove si trova. Alla fine, scoperto l'inganno, la ciurma si ritrova a combattere contro Ratchet e i suoi uomini, i quali utilizzano dei grossi robot. Ratchet combatte contro Rufy con i suoi apparecchi e quando il primo viene distrutto, un marchingegno simile a una talpa meccanica bipede, Ratchet ne utilizza un altro più grande ma più debole e malforme, e lo stesso si giustifica dicendo che deve essere perfezionato. Infine sfodera un altro robot, più potente del primo, dalle sembianze di una tartaruga meccanica gigante che però può essere usato solo in un'area limitata, in quanto è collegato al muro con dei cavi elettrici. Con tale macchina riesce a mettere in difficoltà Rufy, che, inconsapevolmente, attiva il Gear Second e distrugge tale robot con un Gom Gom Bazooka potenziato.
- Capitano Honki (キャプテン ホンキ?, Kyaputen Honki) è uno degli assistenti del professor Ratchet, ed è sempre al suo fianco, molto più del Generale Maji. È molto alto, di corporatura robusta, ed è simile ad un afro, data anche la bizzarra capigliatura. Ha una cicatrice sopra l'occhio destro e delle braccia enormi, con le quali sferra pugni devastanti, in grado di rompere anche il ferro. Insieme al suo capo, combatte contro la ciurma, e in particolare contro Sanji, il quale riesce a distruggere il robot di Honki, ossia una specie di armatura che a comando spara una serie di bombe, con uno dei suoi calci.
- Generale Maji (マジーデ?) è uno dei subordinati del professor Ratchet, e comanda i vari marchingegni presenti nell'isola. Ha dei capelli blu con una strana acconciatura simile ad una cresta, e tende a parlare in modo alquanto volgare, cosa che dà molto fastidio a Ratchet. All'inizio della storia, lo si vede attivare una delle creazioni di Ratchet, ossia un'intera armata di soldati robot posti su tutta la costa dell'isola, in grado di scagliare frecce acuminate a grandi distanze. Più avanti combatte contro Zoro, anch'egli utilizzando una gigantesca apparecchiatura, cioè una moto con posizionate davanti delle motoseghe circolari, ma viene facilmente sconfitto da Zoro che prima blocca le seghe con le spade e poi taglia la moto, facendo volare via Maji, col "Tornado del Drago".
- Roba (ローバ?, Rōba) è la madre di Ratchet. All'inizio della storia, viene trovata da Rufy e i suoi compagni rinchiusa in un forziere, e dopo aver sentito la sua storia, decidono di accompagnarla sull'isola Meccanica. In seguito aiuterà la ciurma a trovare il tesoro dell'isola, nonostante Ratchet cerchi in tutti i modi di ostacolarla. Alla fine, Roba darà una sonora lezione al figlio, sculacciandolo e imbarazzandolo davanti a tutti.
- Gonzo (権造?, Gonzō) è il maggiordomo della famiglia di Ratchet. Viene visto alcune volte sull'isola Meccanica, e quando organizza il banchetto a cui prendono parte la ciurma di Cappello di Paglia, Ratchet e i suoi tirapiedi.

## Distribuzione

### Data di uscita
Le date di uscita internazionali sono state:
- 4 marzo 2006 in Giappone
- 26 ottobre in Corea del Sud
- 21 settembre 2007 in Taiwan

### Edizione italiana
L'edizione italiana del film fu trasmessa su Italia 1 divisa in quattro parti, dal 7 al 16 aprile 2009. Il doppiaggio fu eseguito dalla Merak Film e diretto da Sergio Romanò, autore anche dei dialoghi (edulcorati rispetto a quelli originali).

### Edizioni home video
In Giappone il film è uscito in DVD il 21 luglio 2006 e in Blu-ray Disc il 21 gennaio 2010; fu l'ultimo film della serie a uscire anche in VHS. In Italia è uscito in DVD e BD il 15 dicembre 2017 nel cofanetto One Piece Film Collection, distribuito da Koch Media.

## Accoglienza
Il film debuttò al quarto posto del botteghino giapponese nel weekend d'apertura e incassò in tutta l'Asia orientale oltre 7,2 milioni di dollari.

## Altri media
Il film fu adattato in un anime comic pubblicato in Giappone da Shūeisha in volume unico il 2 novembre 2006.